# Barxa de Lor
Santa Mariña de Barxa de Lor és una parròquia del municipi gallec d'A Pobra do Brollón, a la província de Lugo. Limita amb les parròquies de Salcedo al nord, Vilar de Lor a l'est, Quintá de Lor al sud-est i sud, i Abrence a l'oest.
El 2015 tenia 48 habitants agrupats en 8 entitats de població: Barxa, A Carballeira, O Castro, A Labrada, A Lama, A Marquesa, Peago i A Ponte.
Entre el seu patrimoni destaca l'església de Santa Mariña. Les festes se celebren en el mes de juliol a A Labrada en honor de la Verge del Carme (Virxe do Carme).